# Salmhof

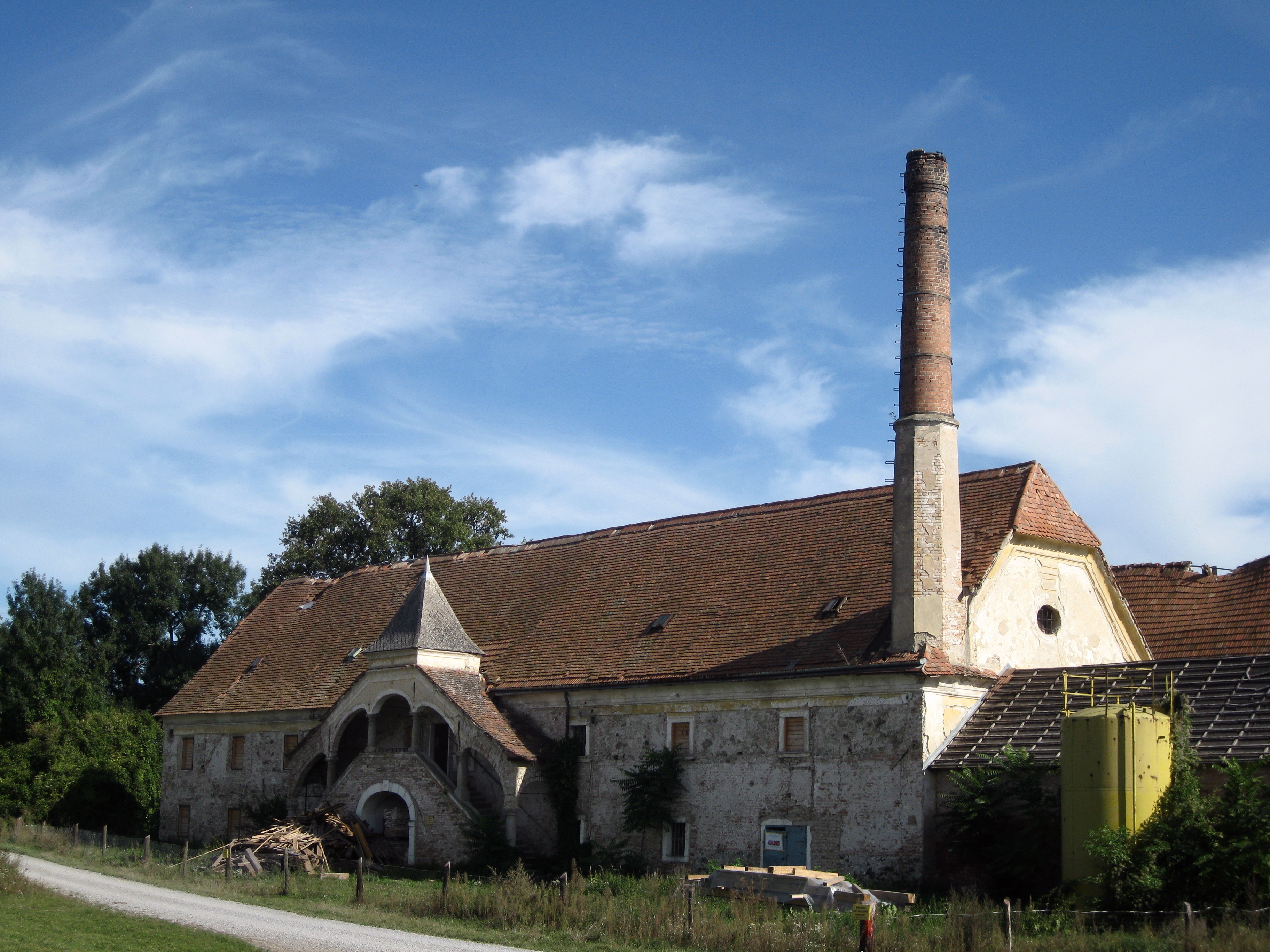
Salmhof (2011)

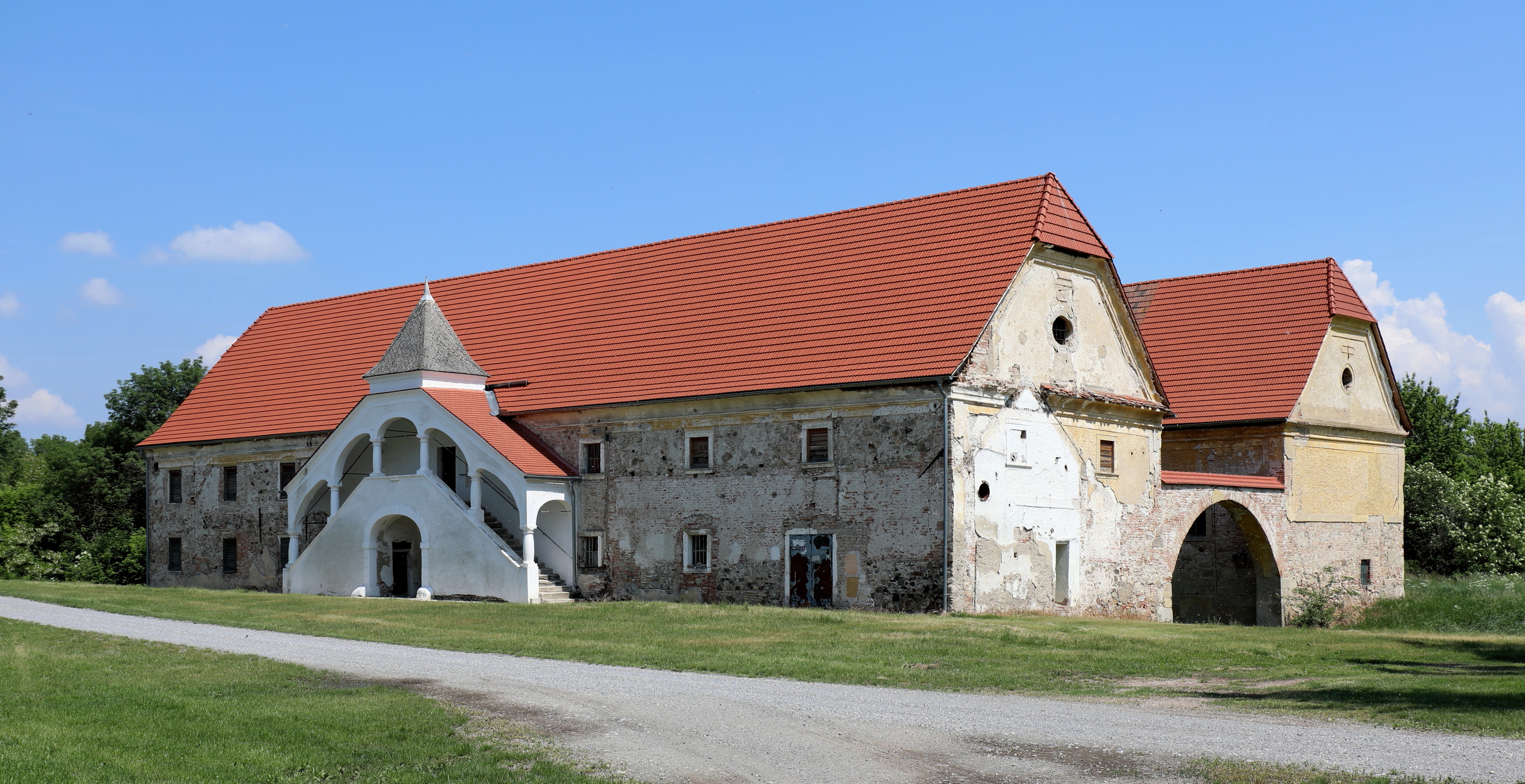
Salmhof (2018). Der Schlot war bei der Renovierung um 2011 entfernt worden.

Der Salmhof ist ein Gutshof in Marchegg in Niederösterreich.

## Geschichte
Niklas Graf Salm errichtete am Standort einer Mühle das Landgut, das sein Sohn Niklas (1503–1550) im Jahr 1547 umfangreich erweiterte. Paul Pálffy erlangte das Gut und ließ es 1629 abermals umfangreich umgestalten. Das heutige Aussehen erhielt das Haupthaus im späten 18. Jahrhundert.
Um die Wende vom 19. zum 20. Jahrhundert war der Salmhof das Zentrum vielfältiger Aktivitäten, es standen mehrere Rennställe wie jener des Grafen Anton Apponyi (1877–1952) sowie des Victor Mautner von Markhof (1865–1919) in Verantwortung des Trainers auf dem Salmhof, wobei auch Wettbewerbe ausgetragen wurden. Ebenso war die Landwirtschaftliche Spiritusbrennerei Salmhof-Marchegg untergebracht.